# Adephaga
Sous-ordre
Les Adephaga forment un sous-ordre d'insectes coléoptères dans lequel on trouve, parmi bien d'autres, les gyrins, les dytiques et les carabes. Leur nom vient du grec adephagos, qui signifie « glouton », allusion à la voracité de ces insectes, qui sont pour la plupart carnivores.
Ils étaient auparavant subdivisés en trois super-familles (Caraboidea, Cicindeloidea et Dytiscoidea), les deux premières constituant les " Geadephaga " (= " Adephaga terrestria "), presque tous terrestres, et la dernière les " Hydradephaga " (= " Adephaga aquatica "), presque tous aquatiques.

## Liste de super-familles et familles
Cette classification est toujours sujette à discussion : ordre phylogénétique de Beutel actualisé (cinq super-familles) :

### Gyrinoidea
- Gyrinidae Latreille, 1810

### Haliploidea
- Haliplidae Aubé, 1836

### Meruoidea
- Meruidae Spangler & Steiner, 2005

### Dytiscoidea
- Noteridae C. G. Thomson, 1860
- Amphizoidae LeConte, 1853
- Aspidytidae Ribera, Beutel, Balke et Vogler, 2002
- Dytiscidae Leach, 1815
- Pelobiidae Erichson, 1837 anciennement Hygrobiidae Régimbart, 1878

### Caraboidea
- Carabidae Latreille, 1802 incl. Cicindelidae Latreille, 1802 et Rhysodidae Laporte, 1840
- Trachypachidae C. G. Thomson, 1857

### Familles fossiles
- Colymbothetidae Ponomarenko, 1993
- Coptoclavidae Ponomarenko, 1961
- Liadytidae Ponomarenko, 1977
- Parahygrobiidae Ponomarenko, 1977
- Triaplidae Ponomarenko, 1977